# Mazerolles (Landes)
Mazerolles é uma comuna francesa na região administrativa da Nova Aquitânia, no departamento Landes. Estende-se por uma área de 16,03 km². Em 2010 a comuna tinha 652 habitantes (densidade: 40,7 hab./km²).